# Danh sách thành phố Uzbekistan

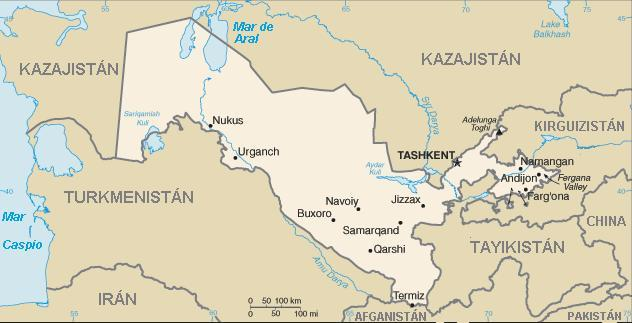
Bản đồ Uzbekistan

Dưới đây là danh sách các thành phố ở Uzbekistan.

## Các thành phố đông dân nhất
| Thứ hạng | Thành phố | Dân số    | Hình |
| -------- | --------- | --------- | ---- |
| 1        | Tashkent  | 2.352.900 |      |
| 2        | Samarqand | 509.000   |      |
| 3        | Namangan  | 475.700   |      |
| 4        | Andijan   | 403.900   |      |
| 5        | Nukus     | 295.200   |      |
| 6        | Bukhara   | 272.500   |      |
| 7        | Fergana   | 264.900   |      |
| 8        | Qarshi    | 254.600   |      |
| 9        | Kokand    | 233.500   |      |
| 10       | Margilan  | 215.400   |      |

## Danh sách hoàn chỉnh
Dưới đây là danh sách tất cả các thành phố của Uzbekistan theo thứ tự bảng chữ cái:
- Afrasiab
- Akkula
- Andijon
- Angren
- Asaka
- Baxt
- Bekobod
- Beruniy
- Bukhara (Buxoro)
- Chimboy
- Chirchiq
- Chartak
- Dashtobod
- Denov
- Fergana
- G'ijduvon
- Guliston
- G'uzor
- Jizzax
- Juma
- Kattaqo‘rg‘on
- Kegeyli
- Khakkulabad
- Khiva
- Kogon
- Kokand
- Kosonsoy
- Kungrad
- Margilan
- Mo‘ynoq (Moynaq, Muynaq, Muynak)
- Namangan
- Navoiy
- Nukus
- Nurota
- Okhangaron
- Olmaliq
- Oqtosh
- Piskent
- Qarshi
- Qorako‘l
- Qorasuv
- Qozoonketkan
- Quva
- Quvasoy
- Rishdan
- Samarqand (Samarkand)
- Shahrisabz
- Shakhrihon
- Shirabad
- Shirin
- Sirdaryo
- Tashkent (Toshkent) - Thủ đô
- Taxiatosh
- Termez
- Tomdibuloq
- To‘ytepa
- Turtkul
- Uchqo‘rg‘on
- Uchquduq
- Urganch
- Urgut
- Vobkent
- Xalqobod
- Xonobod
- Xo‘jayli
- Yangiobod
- Yangiyer
- Yangiyo‘l
- Zarafshon